# THE STAR CLUB
THE STAR CLUB（ザ・スター・クラブ）は日本のパンク・ロックバンド。1977年名古屋にて結成。1984年メジャー・デビュー。ボーカルのHIKAGEを核として45年以上の活動を続けている。

## メンバー

### 現メンバー
- HIKAGE（1977 - ）ボーカル
- TORUxxx（2012 - ）五代目&十一代目ギター。DEATH DISCO、酢酸カーミン、UNDOWNの活動と並行。バンド内で初の再加入メンバーとなる。
- HIROSHI（2003 - ）六代目ベース

### 元メンバー

#### ギター
- KAORU（1977 - 1978）初代。元暴走族のリーダー。
- RYOJIO（1978 - 1980）二代目。脱退後、the 原爆オナニーズ～ザ・スターリンを経た後THE GODを結成。
- HIKO ヘルプで「TOLL GATE AHEAD」のギターを担当。当時はthe 原爆オナニーズのベーシスト。
- KYOUJI（1980 - 1982）三代目。元スポッツ。EDDIEの脱退後、ベースに転向。
- LOU（1982 - 1989）四代目。元レジスタンス。「SOLID FIST」を最後に脱退後、THE RYDERS、AGGRESSIVE DOGSに参加。
- MIKI（1989 - 1990）サポート。「凍てついた疾走者」を最後に脱退。
- TORUxxx（1990 - 1993）五代目。「思考殺人」を最後に脱退。その後、自身のバンドLONDS OF THREEを経てTHE MAD CAPSULE MARKETS、Angeloのサポートメンバーとして活動。2012年再加入。
- KEN（1994 - 1999）六代目。「41分18秒の苛烈なバトル・ビート」を最後に脱退。
- GAZZ（1999 - 2000）七代目。「Trigger〜起爆剤〜」を最後に脱退。現Monkey pirates
- UKI（2000 - 2001）八代目。元THE POWERNUDE。「2001」を最後に脱退後、仏陀頭に参加。現RAD-BELLY、RYDERS
- MITOME（2001 -2011）九代目。「energize」「GOD SAVE THE PUNK ROCK TOUR」を最後に脱退後、自身のソロプロジェクトTHE BIRD AND NAMELESS Cで活動。　2023年没
- 番長 (三浦高志) （2011 - 2012）十代目。「NOT END」「TOUR "BAND MEN"」を最後に脱退。自身のバンドAir strikeと並行して活動していた。

#### ベース
- EDDIE（1977 - 1982）初代。「若き暗殺者」を最後に脱退後、the 原爆オナニーズに参加。
- KYOUJI（1982 - 1986）二代目。「GROUND ZERO」を最後に脱退。
- AKILLER（1987 - 1996）三代目。元HEAD ACHE。「凶暴患者病棟」を最後に脱退。
- NAKAZ（1997 - 2001）四代目。元The STRUMMERS,LONDS OF THREE。「2001」を最後に脱退後、UKIと共に仏陀頭に参加。現TOO LATE...ASIA
- HANA（2001 - 2003）五代目。元THE-SECT。「STYLE」を最後に脱退。

#### ドラム
- KOUJI（1977 - 1978）初代。
- BUKKA（1979）二代目。多分「1979 BOOTLEG」の頭3曲のドラム。脱退後、the 原爆オナニーズに参加。
- OHGUCHI(MICKY)（1979 - 1980）三代目。元HAZARDS。脱退後、the 原爆オナニーズに参加。
- NO FUN PIG（1980 - 1985）四代目。元ROCKA ROLLA。「PUNK! PUNK! PUNK!」を最後に脱退。
- TATSUYA（1985 - 1986）五代目。元OXYDOLL、the 原爆オナニーズ、ザ・スターリン、THE GOD、MASTURBATION、the 原爆オナニーズ、BLANKEY JET CITY。「GROUND ZERO」を最後に脱退後再びTHE GODに参加。
- HIRO（1987 - 1993）六代目。元CROWLEY。「思考殺人」を最後に脱退後、黒夢に参加。
- KISHI（1994 - 1998）七代目。元ズブロッカ。「魂のないアルバム」を最後に脱退。
- KEIGO（1998 - 2001）八代目。元ザ・スターリン,NICKEY & THE WARRIORS。「2001」を最後に脱退後、COBRAに参加。
- RYO（2001 - 2019）九代目。「PUBLIC EYE」を最後に脱退。
- MASA（2019 - 2025）十代目。「 NIGHT DRIVE」を最後に脱退。

## ディスコグラフィー

### インディーズ（1984年以前）
1. TOLL GATE AHEAD（1980年11月）
2. CLUB TAKE ONE（1981年7月30日）
3. 若き暗殺者（1982年3月）
4. SHUT UP（1982年9月）
5. HOT & COOL（1983年3月）※ライブアルバム
6. FRONT LINE（1983年9月）

### シングル（1984年メジャー・デビュー以降）
1. HELLO NEW PUNKS（1984年10月25日）
2. POWER TO THE PUNKS（1985年6月25日）
3. 10代の挑戦（1986年6月21日）※EPのみ
4. AGGRESSIVE TEENS（1986年11月）※オーストラリア盤EPのみ
5. RED ZONE（1987年3月）※オーストラリア盤EPのみ
6. LOVE YOU SOMETHING（1997年5月21日）
7. 消えたパンク・ロック？（2002年4月24日）※EPのみ
8. NOT END（2012年4月28日）
9. CREATURES REBOOT（2012年11月23日）
10. FANATIC（2018年3月26日）
11. CHAOTIC ROMANCE（2018年9月22日）
12. PUBLIC EYE（2019年3月15日）
13. CAMOUFLAGE（2019年10月4日）
14. RAGE（2020年04月3日）
15. HOPE（2020年10月9日）
16. DISCORD（2021年4月3日）
17. GET SOME（2021年10月29日）
18. UNCROWNED WARRIORS（2022年12月24日）
19. SWAP（2023年4月21日）
20. GAME OVER（2023年9月22日）

### アルバム（1984年メジャー・デビュー以降）
1. HELLO NEW PUNKS（1984年10月25日）※カセットテープは2曲多い
2. PUNK! PUNK! PUNK!（1985年6月25日）※カセットテープは1曲別ヴァージョン
3. FINAL COUNT（1986年6月21日）
4. GROUND ZERO（1986年12月16日）
5. GOD SAVE THE PUNK ROCK（1987年11月21日）※初期パンクのカバーアルバム。アナログ盤は2曲少ない。
6. ROCK'N'ROLL RIDER（1988年5月21日）
7. SOLID FIST（1989年3月21日）
8. 凍てついた疾走者（1990年3月21日）
9. ILLEGAL DIAL（1991年3月21日）
10. 監獄からの伝言（1992年2月21日）
11. 思考殺人（1992年11月21日）
12. 異邦人（1994年8月24日）
13. CRISIS（1995年5月24日）
14. 凶暴患者病棟（1996年4月24日）
15. 魂のないアルバム（1997年5月21日）
16. 41分18秒の苛烈なバトル・ビート（1998年7月23日）
17. PYROMANIAC（1999年4月21日）
18. Trigger〜起爆剤〜（2000年4月21日）
19. 2001（2001年3月23日）
20. 消えたパンク・ロック？（2002年4月24日）
21. STYLE（2003年5月21日）
22. 誰が世界を殺すのか（2004年5月20日）
23. BREACH OF THE PEACE（2005年7月7日）
24. VINTAGE BREAKER（2006年5月3日）※セルフカバーアルバム
25. GIMMICK（2006年7月31日）
26. 恍惚のあがない（2007年5月30日）
27. BOOSTER SHOT（2008年6月13日）
28. CULTURE KILLER（2009年4月28日）
29. AREA FREE（2010年4月28日）
30. energize（2011年5月18日）
31. SOCIAL JUNK（2013年4月24日）
32. WARNING BELL（2014年3月26日）
33. ANTI-LOVE（2015年4月8日）
34. MAX BREAKER（2015年12月19日）※セルフカバーアルバム
35. BADSIDER（2016年4月8日）
36. NO RIVAL 1978-1979 BOOTLEG（2023年8月19日）
37. NO RIVAL 1980-1981 BOOTLEG（2024年4月19日）
38. STORMS（2024年4月26日）※セルフカバーアルバム

### ベスト・アルバム
1. THE VERY BEST OF THE STAR CLUB（1987年9月）
2. RADICAL REAL ROCK（1989年2月25日）
3. NOIZ ZONE（1991年9月21日）
4. SILENT VIOLENCE（1994年10月21日）
5. COSA NOSTRA THE VERY REST OF THE STAR CLUB（1995年11月）
6. RAVE WITH FURY INDIES RARE LIVE COLLECTION（1996年11月）
7. BEST SELECTION（1996年12月21日）※1stアルバム+「真夏悪戯」「シーナはパンク・ロッカー」・2ndアルバム+「MAKE MERRY」「D.K.G」
8. KITTY MISSILES（1999年7月23日）
9. THE STAR CLUB BEST（2003年1月22日）
10. ALL-TIME BEST! ONLY S★C（2003年9月17日）
11. TYPHOON NO.21 WE ARE THE BEST（2008年11月7日）
12. TYPHOON NO.16 WE ARE THE BEST（2012年5月4日）※台湾盤　一部曲差し替えあり
13. FORTY #20C 反抗の系譜（2017年4月28日）
14. FORTY #21C 異端の美学（2017年4月28日）

### トリビュート・アルバム
1. TRIBUTE TO THE STARCLUB featuring HIKAGE（1997年3月21日）
2. THE VERY RESPECT OF THE STAR CLUB〜A TRIBUTE TO THE STAR CLUB〜（2002年6月21日）
3. THE PUNK〜TRIBUTE TO THE STAR CLUB〜（2008年8月9日）

### HIKAGEソロ・アルバム
1. CANCER（1993年12月）

### 限定盤
1. THE STAR CLUB GO TO HELL（1977年12月）※EP
2. 1979 BOOTLEG（1979年11月）※カセットテープ
3. あの娘にひとめぼれ（1984年3月）※バラ捲きソノシート
4. THE BIBLE（1984年10月）※「HELLO NEW PUNKS」LP初回盤に付属したソノシート
5. SAME NIGHT（1985年8月）※ファンクラブ配布ソノシート
6. JEFF（1986年8月）※ファンクラブ配布ソノシート
7. THE ORIGINAL STAR CLUB LIVE（1987年9月）※「THE VERY BEST OF THE STAR CLUB」LP初回盤に付属したソノシート
8. BODIES & BLITZKRIEG BOP（1987年12月）※ファンクラブ配布ソノシート
9. HACKER（1988年5月）※ファンクラブ配布ソノシート
10. ONE MORE SHIT!（1989年5月）※ファンクラブ配布ソノシート
11. FROZEN BRAIN（1990年5月）※ファンクラブ配布ソノシート
12. KISS MY ASS?（1991年12月）※ライブ配布CD
13. HOT & COOL（モノラル盤）（2002年2月）※「HOT & COOL」初回盤に付属
14. ONLY 4DAYS LIVE TRACKS（2002年4月24日）※「消えたパンク・ロック？」初回盤に付属
15. HERE'S A LUCKY DAY!（2002年11月）※ライブ配布CD
16. ON THE EDGE（2003年3月）※ライブ配布CD
17. LEATHER JACKET DAYS '03（2003年9月）※ライブ配布CD
18. LIVE! and AOTHER BEST（2003年9月17日）※「ALL-TIME BEST!“ONLY S★C”」初回盤に付属
19. RING SIDE BOYS（2007年4月21日）※ライブ会場限定販売
20. PUNK LIVES! THE PUNK ROCK FESTIVAL 2009 IN JAPAN（2009年8月9日）※ライブ配布CD
21. RUN ON THE WILD SIDE 2010（2010年9月18日）※ライブ会場限定販売
22. 地下室のフレンジー（2011年7月）※ライブ配布CD、SAとのスプリット盤。
23. PUNK LIVES! FESTIVAL 2011（2011年11月13日）※ライブ配布CD
24. WE ARE PUNKS 2013/THEME SONG OF SC（2013年4月24日）

### 限定ボックス
1. THE STAR CLUB BOX 1977 - 1984（1985年1月）
2. INDEPENDENT' MEMORIAL BOX SET（1996年11月）

### VIDEO
1. In Our Time〈我等の時代に〉Live at Inkstick Shibaura Factory 19 July '88（1988年10月）
2. 若き暗殺者 HISTORICAL DOCUMENTARY 80'S OF THE STAR CLUB（1989年10月）
3. ACTION-STREET（1990年9月）
4. 傷だらけの天使達1991（1991年12月）
5. 異邦人 LIVE AT ON AIR WEST 1994（1995年1月）
6. RE-BIRTH 20th HISTORICAL VIDEO（1997年6月）
7. JAPAN PUNK ROCK FESTIVAL 2000 日本パンクを創った男達! at ON AIR EAST 23rd April 2000（2000年9月）

### DVD
1. THE COMPLETE DVD BOX  - 4 DISC BOX SET -  PUNK IS OUR LIFE!（2002年12月18日）
2. OLDIES BUT GOLDIES PUNKY TOUR FINAL & MORE（2004年5月20日）※「誰が世界を殺すのか」初回盤に付属
3. “GIGS 2004”WE ATACK YOUR TOWN, AGAIN!（2005年7月7日）※「BREACH OF THE PEACE」初回盤に付属
4. NONSTOP（2007年11月15日）※初回は2枚組
5. HELLO NEW GENERATION TOUR FINAL LIVE（2010年4月21日）※HPにて「AREA FREE」先行盤とのセット販売のみ
6. GIGS 2010 SHIT TOUR（2011年5月11日）※HPにて「energize」先行盤とのセット販売のみ
7. BAND MEN（2012年9月29日）
8. HERE WE GO（2013年9月13日）
9. TOUR WARNING BELL（2014年9月22日）
10. 生還者（2015年9月25日）
11. AND ROLL（2016年9月1日）
12. WE ARE THE STAR CLUB（2017年10月07日）
13. GIGS2018 FANATIC（2018年9月16日）
14. SIXTY（2019年9月27日）
15. VIRUS BREAKER（2020年10月9日）
16. DISCORD UNDER COVID-19（2021年10月29日）
17. 45年後の夏（2022年12月30日）
18. VIDEO SWAP（2023年10月6日）
19. HELLO NEW PUNKS NIGHT (2024年10月25日)

### 書籍
1. THE STAR CLUB FILE（1983年9月）
2. DEADLOCK STREET（1989年9月）
3. THE STAR CLUB写真集 「THE LIVES」Photo：相川 和代（写真人「和」）（2010年2月2日）
4. 孤高（2011年2月8日）
5. THE UNKNOWN SOLDIER (2024年10月25日)

### OMNIBUS CD
1. SKULLPING: A TRIBUTE TO GASTUNK　(1999年9月22日) 4 EMBALMER名義でHIKAGE参加
2. Impossibles! 80's JAPANESE PUNK&NEW WAVE（2002年11月21日）「HELLO NEW PUNKS」で参加。
3. GET THE PUNK-J PUNK&NEW WAVE-（2003年10月1日）「SOLID FIST」で参加。
4. THE CLASH TRIBUTE（2003年11月19日）「1977」(新録)で参加。
5. REBEL ROCKS ～魂の叫び 二十世紀の言霊～（2005年2月23日）「RADICAL REAL ROCK」で参加。
6. ROCK is LOFT -Yellow Disc-（2006年6月14日）「BLACKGUARD ANGEL」で参加。
7. AGGRESSIVE DOGS TRIBUTE ALBUM～真我～（2009年4月8日）「My Jaws Are Tight」で参加。
8. THE BIBLE FOR FREEDOM（2023年11月25日）「THE BIBLE FOR FREEDOM(THE STAR CLUB & THE RYDERS)」「SO PASSION」で参加。

### OMNIBUS VIDEO
1. VOS 第4号（1988年5月3日）バンド初の映像リリース作品として話題になった。3曲+インタヴューを収録。
2. Burning River Side!（1988年）5月15日、名古屋栄北、雨が降る中での野外ライヴ映像。2曲収録。
3. ROCK FILE ON VIDEO 1988 VOL.2（1988年）「THE LAST RIGHT」収録。

### OMNIBUS DVD
1. GALACTIKA vol.6（2004年）キネマ旬報社が発行したDVDマガジン
2. PUNK LIVES! FOREVER 2013（2013年11月6日）
3. THE APOCALYPSE PUNK ROCK JAPAN（2015年2月1日）
4. NEVER DIE PUNK ROCK SHOW（2016年2月25日）
5. LEATHER JACKET DAY（2024年4月28日）

### HIKAGE参加アルバム
1. THE GOD / MAJIME（1988年）「STREET JUNKIE BLUES」の改題「ROCK'N ROLL TOY」に参加。
2. ANARCHY IN THE J.A.P / ANARCHY IN THE J.A.P（1992年7月） JOHNHY-IDOL名義でボーカルとして参加
3. J.A.P / JUST LIKE BAD（1998年3月） ボーカルとして参加　※17cm EPのみ
4. J.A.P / UNDERGROUND KING（1998年3月） ボーカルとして参加

### HIKAGE参加DVD
1. SSB LIVE BOOTLEG（2012年12月25日）
2. SSB 2014（2014年11月15日）
3. SSB 2016 TOUR FINAL（2016年4月20日）

### 映画出演
1. 東京の休日（1991年、長尾直樹監督作品）
2. マルソウ改造自動車教習所-疾風怒濤篇- （1998年 高原秀和監督作品）ヤクザ役:日影晃
3. 少年メリケンサック（2009年、宮藤官九郎監督作品）　生花店の店員役　※HIKAGEのみ出演